# Останній кадр (фільм)
Останній кадр (англ. The Last Shot) — американська комедія 2004 року.

## Сюжет
Агенту Джо Девайну доручено розробити план по затриманню відомого ватажка мафії Джона Готті. Для виконання такого важливого завдання він із задоволенням перевтілюється у голлівудського продюсера і навіть наймає режисера Стівена Шаца, який нічого не підозрює про те, що цьому фільму не судилося бути знятим.

## У ролях
| Актор             | Роль                       |
| ----------------- | -------------------------- |
| Метью Бродерік    | Стівен Шац                 |
| Алек Болдвін      | Джо Девайн                 |
| Тоні Коллетт      | Емілі Френч                |
| Каліста Флокхарт  | Валері Вестон              |
| Рей Ліотта        | Джек Девайн                |
| Тім Блейк Нельсон | Маршал Періс               |
| Джеймс Ребгорн    | Ейб Вайт                   |
| Тоні Шалуб        | Томмі Санз                 |
| Бак Генрі         | Лонні Боско                |
| Іен Гомес         | агент Ненс                 |
| Трой Вінбуш       | агент Рей Доусон           |
| Томас МакКарті    | агент Пайк                 |
| Джуді Грір        | дівчина на прем'єрі фільму |
| Рассел Мінс       | у ролі самого себе         |
| Ерік Робертс      | у ролі самого себе         |